# Ой пішла я у яр за водою…
«Ой чого ти почорніло…» — вірш Тараса Шевченка, написаний ним 1848 року на Косаралі.

## Написання і публікація
Зберігся чистовий автограф вірша у «Малій книжці». Автограф не датовано.
Датується вірш за місцем автографа у «Малій книжці» серед творів 1848 року та часом зимівлі Аральської описової експедиції в 1848—1849 роках на Косаралі, орієнтовно: кінець вересня — грудень 1848 року, Косарал.
Автограф, з якого вірш переписано до «Малої книжки», не відомий. До «Малої книжки» Шевченко заніс твір під № 40 у восьмому зшитку за 1848 рік орієнтовно наприкінці 1849-го — на початку 1850 року (до арешту 23 квітня). До «Більшої книжки» його не перенесено.
Вперше надруковано за «Малою книжкою» у виданні: «Кобзарь Тараса Шевченка / Коштом Д. Е. Кожанчикова» (СПб., 1867, стор. 538) і того ж року за цим виданням у книжці: «Поезії Тараса Шевченка» (Львів, 1867, том 2, стор. 247).
У вірші використано особливості побудови багатьох народних пісень про невірність у коханні — монолог суб'єкта мовлення включає в себе розповідь про зраду й звернення-прокльони, з якими виступає скривджена сторона («Ой на добраніч, моя мила, добраніч!..», «У тихому броду — там п'є голуб воду…», «Дівчинонько молодая…», «Ой горе, горе, некошене поле…»).

## Сюжет
Вірш є варіацією народнопісенного мотиву зради милого. Поет використав тут народну пісню «Ой піду я водиці до криниці», яку він міг прочитати у збірці П. Лукашевича «Малороссийские и червонорусские народные думы и песни» (СПБ, 1836). Інша варіація цього мотиву в Шевченка — в поезії «Новгороді коло броду».

## Музика
Музику до твору написали М. Лисенко і Я. Бігдай.